# دينت دي بروك
دينت دي بروك (بالإنجليزية: Dent de Broc)‏ هو أحد جبال سلسلة الألب السويسرية وجزء من القمة الأم دينت دو شامويس يقع في كانتون فريبورغ, سويسرا. يبلغ ارتفاع الجبل حوالي 1829 متر، بينما يبلغ ارتفاع نتوء الجبل 161 متر.